# Phlomis lychnitis
La oreja de liebre (Phlomis lychnitis) es una planta de la familia de las lamiáceas (Lamiaceae).

## Descripción
Semiarbusto de hasta 65 cm de alto. Tallo sin glándulas, tomentoso con pelos estrellados. Hojas opuestas, las inferiores lineares hasta elípticas, reducidas en un pecíolo poco definido, de 5-11 cm de largo, de margen más o menos entero, con el haz de vello estrellado y el envés lanoso, coriáceas. Flores en número de 4-10 en 4-8 verticilos con brácteas de hasta 2 cm de largo, con pelos estrellados como el cáliz. Brácteas sésiles, anchamente ovales, puntiagudos. Cáliz de 1,5-2 cm de largo, con dientes rectos de hasta 4 mm de largo. Corola amarilla, de 2-3 cm de largo, vellosa. Labio superior en forma de casco, el inferior trilobado. Estilo desigualmente bífido. En España aparece la similar Phlomis crinita con hojas lanosas por ambas caras, pecioladas y de hasta 11,5 cm de largo.

## Hábitat
Garrigas, praderas secas, sobre calizas.

## Distribución
Mediterráneo occidental, Francia, Portugal y España.

## Sinonimia
- Phlomis clusii Bubani, Fl. Pyren. 1: 461 (1897).[2]

## Citología
- 2n=20

Anthos, sistema de información sobre las plantas de España. 

## Nombre común
- Castellano: albillo, anica, candelaria, candelera, candileja, candilera, candiles, cola de gato, cola de gato de monte, genciana, hierba de la diarrea, hierba del ángel, hierba de las torcidas, hierba del cólico, hierba holandesa, hojicas de liebre, lychnitis, mastranzo, matablanca, mata blanca, matagalla, matagalla real, matagallo, matagallo amarillo, matagallo blanco, matagallo del viento, matagallo fino, matagallo real, matagallos amarillo, matas blancas, matatorcía, matulera, mechera, menchera española, merchera, oreja de liebre, oreja de liebre estrecha, oreja liebre, orejas de liebre, orejetas de liebre, orejilla, orejillas de liebre, orejita de liebre, quebrantagüesos, quebrantahueso, quebrantahuesos, rabo de gato, rabogato, sabia, salvión, sanjuanes, sanjuanes amarillos, sanjuanes pequeños, savia, té, té de campo, té de lastra, té de pastor, té moruno, tila, torcías, torcida de candil, torcidas, torcidas de candil, verbásculo, yerba del ángel, yerba de las torcidas, yerba del cólico, yerba del viento, yerba luminaria.[4]